# Байлово (Болгария)
Байлово (болг. Байлово) — село в Болгарии всего 43 км к востоку от Софии. Оно находится на западных лесистых отрогах гор Средний лес, недалеко от хребта Галабец.
Про его расположение известный болгарский писатель Елин Пелин написал: «Моя родная деревня находится прямо против солнца в красивом месте, где Средна-Гора отделяется от своей матери Балканские горы и оттуда направляется на восток…».
Защищено от север от высоких хребтов Фрелим и Опор, от востоку от Голая могила, от юг и с запада от далекие лесистые холмы на гора Средний лес.
В административном отношении село Байлово всегда принадлежало к Софийской области. В настоящее время входит в составе общину (муниципалитета) Горна-Малина. Другие села в муниципалитете являются: Априлово, Белопопци, Гайтанево, Горна-Малина, Горно-Камарци, Долно-Камарци, Долна-Малина, Макоцево, Негушево, Осоица, Саранци, Стыргел и Чеканчево.

## История
Деревня Байлово существует с XII века и первоначально была населённых немного южнее, вокруг часовни «Святой Троицы». Она просуществовала до 1792 года, к восстанию против турок, во главе с болгарских мусульман Мехмедом Синап и Дертли Мехмеда, которые в мае того же года достигли до города Златица и Пирдоп.
Более информация о деревне в поздних времен, даёт указ султана Ахмеда Хана III в 1721 году. В списки деревни ответственных для пост дервентджия в Османской империи, можно прочитать имя Байлово, которые должно дать дервентджии для группа бюлюкбашия Недялко из Софии. Держентджии были обязаны охранять горные перевалы и ущелья, через которые проходили дороги общего пользования. Они знали очень хорошо дороги и таким образом оказали поддержку регулярной турецкой армии.
Старая деревня Байлово была расположена в 500—600 м к западу от речной долине вокруг старой часовни «Святой Троицы». Высота, которая должна быть в центре села носит имя «Монастырь» и согласно легендам здесь был расположен монастырь Св. Георгия. Позднее (1792) деревня исчезла, причины которых неизвестны, не воспоминания и легенды никогда не говорить об этом. Вероятно исчезновения деревни было вызвано турецких войск, прибывающих из Востока в различных направлениях. Они, вероятно, сделали большой посягательство на население отметил в записях поп Вуче из село Хрельово, Самоков в 1738.
Современная деревня Байлово поселился в этом месте около 1815 года. Начало деревни были установлены предка Елин Пелин — Станьо Иванов из окрестности Болчово в деревни Поибрене, расположенной недалеко от города Панагюриште. Сначала он придёт в эти места, чтобы скрыть своё стадо овец от турецких сборщиков налогов. Первый основал поселение в местности «Клёнов дол», а затем переехал на текущем место деревни, поскольку оно было более теплые и скрытые, с хорошими пастбищами и воды в изобилии. Есть большие и пышные весны, которые даёт начало реке Байловская. В то время, в нижней части реки работали четыре мельницы, в настоящее время осталось только одна.
Турки были не согласны с новыми поселенцами, и предложил им вернуться туда, где они пришли. Дед Станьо был мудрым человеком, свободно говорил на турецком, и это помогло эму открыть в Софии сертификат старой деревни Байлово с отмеченными границами его земли и, таким образом «легализовал» новое поселение. Он начал привлекать других поселенцев. Из село Поибрене пришли предки Петковци (днешняя фамилия Петкови), Генковци из село Вакарел, из село Белица прибыл и глав семей сегодняшней роды Божичковци, Кулинци и Панковци, из село Литаково пришли Ценовци, Гацовци и Шкодровци и т. д. Таким образом, второе село Вайлово поселился с людьми и существует уже более 170 лет.
В начале домов первых поселенцев были низки и покрыты соломой. В коллекции написаны на русском языке с 1926—1928 (церковны список населённых пунктов в Софийской области) отметено, что в 1866 году в Байлово было 30 домов.
Есть свидетельства, что многие жители Байлово приняли активное участие в подготовке Апрельского восстания в 1876 году под влиянием и непосредственным руководством местных активист в четвёртом революционный район — Нено Стоянов, из деревни Белица . В поддержку революционной организации людей из деревни занимались производством штыки и топоры, искали пороха и других боеприпасов. Для поддержки восстания население собрало более 30 золотых монет.
После освобождения от османского ига (1878) населения деревни постоянно росло и тогда у него были около 90 домов. В 1880 году его жители были 657 человек, а в 1910 год — 1080. Сегодня Байлово есть более чем 300 домов и более 700 постоянных жителей.

## Население и глава местного самоуправления
В конце 2010 года в село Байлово постоянно жили только 297 человек.
Мэр село Байлово теперь исполняет Кирил Николов (независимый кандидат). Мэр общины Горна-Малина сейчас является Емил Найденов (Болгарская социалистическая партия (БСП)) .

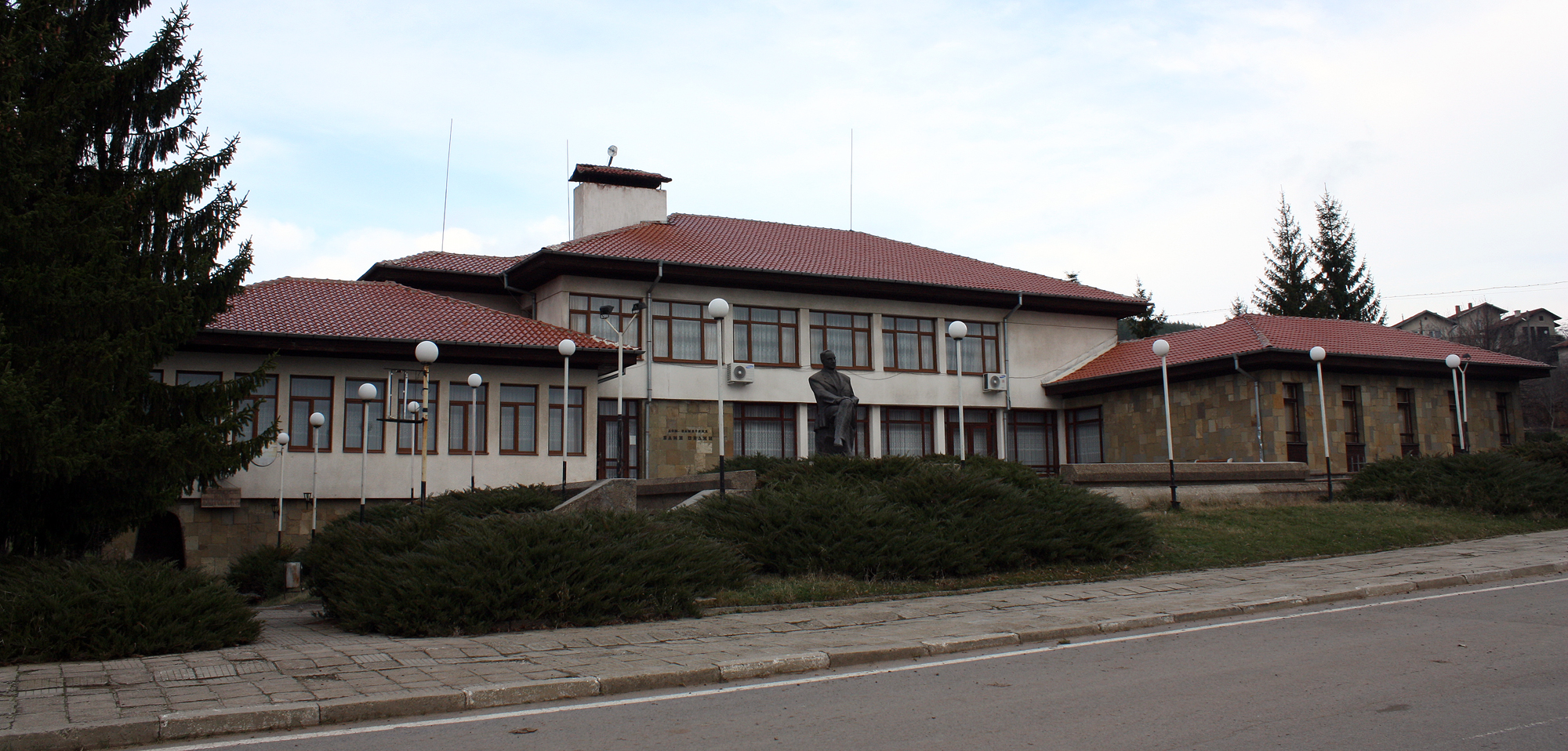
Дом музей писателя Елин Пелина в село Байлово

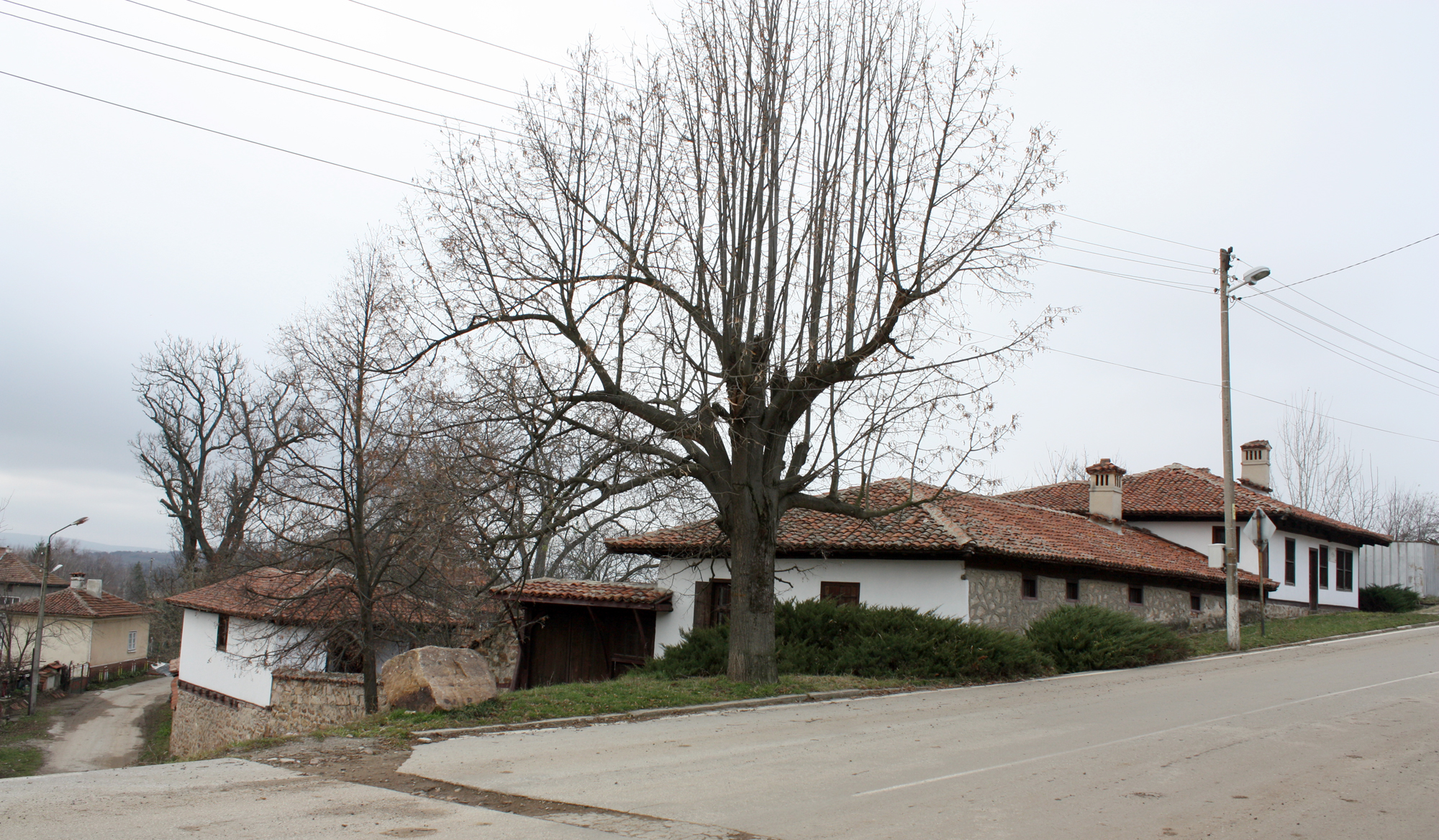
Дом Елин Пелина в Байлово в котором он родился, жил и работал с 1877 на 1949

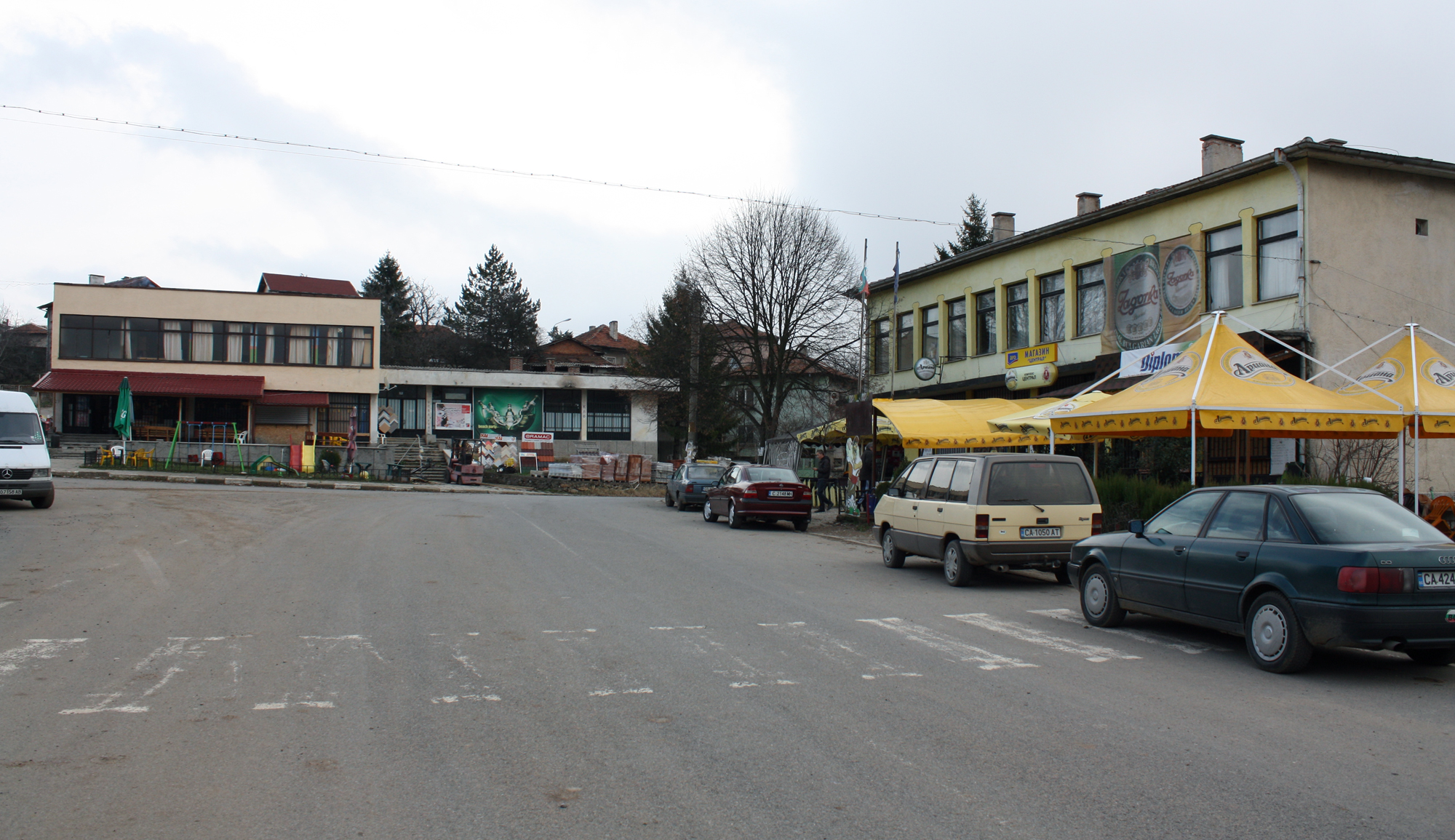
Современный центр село Байлово

## Археология
Близ деревни Байлово находится карстовая пещера с почти яйцевидной формой, в которой на изображениях насчитали 289 лунных фаз. Болгарские исследователи считают, что эти наскальные рисунки VI — V тысячелетий до нашей эры являются древнейшим лунным календарём. Подобные байловским изображения Луны в различных фазах известны из таких пещер-святилищ эпохи энеолита и ранней бронзы Европы, как Липница в Болгарии, Порто Бадиско в Италии, Абри де Баниатихар на Пиренейском полуострове и др.